# Harper's Magazine
Harper's Magazine (también llamada Harper's) es una revista mensual estadounidense que trata temas políticos, financieros, artísticos y literarios. Fundada en 1850, es una de las publicaciones más antiguas de los Estados Unidos, con una tirada que hoy día llega a los 220 000 ejemplares. 

## Firmas reconocidas
| - Horatio Alger - John R Chapin - Winston Churchill - Stephen A. Douglas - Theodore Dreiser - Irwin Edman - Jonathan Franzen - Robert Frost - Barbara Garson - John Taylor Gatto - Horace Greeley | - Mark Greif - Barbara Grizzuti Harrison - Edward Hoagland - Richard Hofstadter - Winslow Homer - William Dean Howells - Seymour Hersh - Henry James - Naomi Klein - Jack London - Fitz Hugh Ludlow - Norman Mailer | - Stanley Milgram - John Stuart Mill - John Muir - Thomas Nast - Frederic Remington - Marilynne Robinson - Richard Rodriguez - Theodore Roosevelt - George Saunders - Jane Smiley | - John Steinbeck - Henry L. Stimson - Susan Straight - Booth Tarkington - Hunter S. Thompson - Mark Twain - John Updike - Kurt Vonnegut - David Foster Wallace - E.B. White - Woodrow Wilson - Susan Sontag |